# Alberto Nepoti
Alberto Nepoti (Torino, 25 ottobre 1876 – Torino, 8 giugno 1937) è stato un attore e regista italiano.
Attore teatrale e cinematografico, fu interprete di oltre una cinquantina di film, molti dei quali con ruoli da protagonista, dal 1909 al 1931. 

## Filmografia parziale

### Attore
- Carmen, regia di Gerolamo Lo Savio (1909)
- Otello, regia di Gerolamo Lo Savio (1909)
- La signora delle camelie, regia di Ugo Falena (1909)
- La fuggitiva, regia di Roberto Danesi (1912)
- Il velo d'Iside, regia di Nino Oxilia (1913)
- I due fratelli, (1913)
- Il cadavere vivente, regia di Oreste Mentasti e Nino Oxilia (1913)
- La morte civile, regia di Ubaldo Maria Del Colle (1913)
- La porta chiusa, regia di Baldassarre Negroni (1913)
- Giovanna d'Arco, regia di Ubaldo Maria Del Colle (1913)
- Il focolare domestico, regia di Nino Oxilia (1914)
- L'accordo in minore, regia di Ubaldo Maria Del Colle (1914)
- Il fornaretto di Venezia, regia di Luigi Maggi (1914)
- Il grande veleno, regia di Eugenio Testa (1915)
- Tigre reale, regia di Giovanni Pastrone (1916)
- La guerra ed il sogno di Momi, regia di Segundo de Chomón e Giovanni Pastrone (1917)
- La trilogia di Dorina, regia di Gero Zambuto (1917)
- Rapsodia satanica, regia di Nino Oxilia (1917)
- Gemma di Sant'Eremo, regia di Alfredo Robert (1918)
- Il dramma di una notte, regia di Mario Caserini (1918)
- La passeggera, regia di Gero Zambuto (1918)
- La legge del cuore, regia di Gero Zambuto (1918)
- Leggerezza e castigo, regia di Gero Zambuto (1918)
- La moglie di Claudio, regia di Gero Zambuto (1918)
- Il matrimonio di Olimpia, regia di Gero Zambuto (1918)
- I saltimbanchi, regia di Gero Zambuto (1919)
- L'altalena della vita, regia di Fabienne Fabrèges (1919)
- Friquet, regia di Gero Zambuto (1919)
- La grande marniera, regia di Gero Zambuto (1920)
- Scrollina, regia di Gero Zambuto (1920)
- La cugina, regia di Gero Zambuto (1920)
- La donna e i bruti, regia di Umberto Paradisi (1920)
- I figli di nessuno, regia di Ubaldo Maria Del Colle (1921)
- Marcella, regia di Carmine Gallone (1921)
- Un frak e un apache, regia di Emilio Ghione (1923)
- Frate Francesco, regia di Giulio Antamoro (1927)

### Regista
- La locandiera (1912)
- Satanella (1913) - co-regia con Ubaldo Maria Del Colle